# Чемпионат Европы по борьбе 2018
Чемпионат Европы по борьбе 2018 года прошёл в городе Каспийск (Россия) во дворце спорта имени Али Алиева с 30 апреля по 6 мая.

## Медалисты

### Вольная борьба (мужчины)
| Категория | Золото               | Серебро              | Бронза                  |
| --------- | -------------------- | -------------------- | ----------------------- |
| до 57 кг  | Георгий Эдишерашвили | Заур Угуев           | Владислав Андреев       |
| до 57 кг  | Георгий Эдишерашвили | Заур Угуев           | Стеван Мичич            |
| до 61 кг  | Гаджимурад Рашидов   | Бека Ломтадзе        | Иван Гуйдя              |
| до 61 кг  | Гаджимурад Рашидов   | Бека Ломтадзе        | Реджеп Топал            |
| до 65 кг  | Гаджи Алиев          | Ильяс Бекбулатов     | Владимир Хинчегашвили   |
| до 65 кг  | Гаджи Алиев          | Ильяс Бекбулатов     | Селахаттин Кылычсаллаян |
| до 70 кг  | Магомед Курбаналиев  | Магомедмурад Гаджиев | Муртазали Муслимов      |
| до 70 кг  | Магомед Курбаналиев  | Магомедмурад Гаджиев | Зураб Якобишвили        |
| до 74 кг  | Сонер Демирташ       | Зелимхан Хаджиев     | Андрей Карпач           |
| до 74 кг  | Сонер Демирташ       | Зелимхан Хаджиев     | Франк Чамисо            |
| до 79 кг  | Ахмед Гаджимагомедов | Мартин Обст          | Джабраил Гасанов        |
| до 79 кг  | Ахмед Гаджимагомедов | Мартин Обст          | Михай Надь              |
| до 86 кг  | Артур Найфонов       | Александр Гостиев    | Сандро Аминашвили       |
| до 86 кг  | Артур Найфонов       | Александр Гостиев    | Шамиль Кудиямагомедов   |
| до 92 кг  | Абдулрашид Садулаев  | Шариф Шарифов        | Сердар Бёке             |
| до 92 кг  | Абдулрашид Садулаев  | Шариф Шарифов        | Кирилл Мешков           |
| до 97 кг  | Владислав Байцаев    | Александр Гуштын     | Элизбар Одикадзе        |
| до 97 кг  | Владислав Байцаев    | Александр Гуштын     | Нурмагомед Гаджиев      |
| до 125 кг | Таха Акгюль          | Гено Петришвили      | Роберт Баран            |
| до 125 кг | Таха Акгюль          | Гено Петришвили      | Джамаладдин Магомедов   |

### Греко-римская борьба
| Категория | Золото             | Серебро            | Бронза               |
| --------- | ------------------ | ------------------ | -------------------- |
| до 55 кг  | Эльдениз Азизли    | Хелари Маигисалу   | Экрем Озтюрк         |
| до 55 кг  | Эльдениз Азизли    | Хелари Маигисалу   | Нугзари Цурцумия     |
| до 60 кг  | Сергей Емелин      | Мурад Мамедов      | Якопо Сандрон        |
| до 60 кг  | Сергей Емелин      | Мурад Мамедов      | Дато Чхартишвили     |
| до 63 кг  | Михай Михуц        | Стиг Андре Берге   | Дониор Исламов       |
| до 63 кг  | Михай Михуц        | Стиг Андре Берге   | Заур Кабалоев        |
| до 67 кг  | Артем Сурков       | Шмаги Болквадзе    | Карен Асланян        |
| до 67 кг  | Артем Сурков       | Шмаги Болквадзе    | Энес Башар           |
| до 72 кг  | Адам Курак         | Расул Чунаев       | Даниэль Катарага     |
| до 72 кг  | Адам Курак         | Расул Чунаев       | Балинт Корпаши       |
| до 77 кг  | Роман Власов       | Виктор Немеш       | Эльвин Мурсалиев     |
| до 77 кг  | Роман Власов       | Виктор Немеш       | Тамаш Лёринц         |
| до 82 кг  | Максим Манукян     | Виктор Сосуновский | Даниэль Александров  |
| до 82 кг  | Максим Манукян     | Виктор Сосуновский | Рафик Гусейнов       |
| до 87 кг  | Роберт Коблиашвили | Бекхан Оздоев      | Закариас Берг        |
| до 87 кг  | Роберт Коблиашвили | Бекхан Оздоев      | Денис Кудла          |
| до 97 кг  | Артур Алексанян    | Михаил Каджая      | Матти Куосманен      |
| до 97 кг  | Артур Алексанян    | Михаил Каджая      | Балаж Кишш           |
| до 130 кг | Рыза Каяалп        | Виталий Щур        | Алин Алексук-Чурариу |
| до 130 кг | Рыза Каяалп        | Виталий Щур        | Якоб Каджая          |

### Вольная борьба (женщины)
| Категория | Золото               | Серебро             | Бронза             |
| --------- | -------------------- | ------------------- | ------------------ |
| до 50 кг  | Мария Стадник        | Алина Вук           | Эвин Демирхан      |
| до 50 кг  | Мария Стадник        | Алина Вук           | Милана Дадашева    |
| до 53 кг  | Стальвира Оршуш      | Ванесса Колодинская | Мария Преволараки  |
| до 53 кг  | Стальвира Оршуш      | Ванесса Колодинская | Катаржина Кравчик  |
| до 55 кг  | Ирина Курочкина      | Роксана Засина      | Бедиха Гюн         |
| до 55 кг  | Ирина Курочкина      | Роксана Засина      | Мария Гурова       |
| до 57 кг  | Биляна Дудова        | Ирина Ологонова     | Эмеше Барка        |
| до 57 кг  | Биляна Дудова        | Ирина Ологонова     | Алёна Колесник     |
| до 59 кг  | Элиф Жале Ешильырмак | Мими Христова       | Светлана Липатова  |
| до 59 кг  | Элиф Жале Ешильырмак | Мими Христова       | Татьяна Омельченко |
| до 62 кг  | Тайбе Юсеин          | Инна Тражукова      | Илона Прокопевнюк  |
| до 62 кг  | Тайбе Юсеин          | Инна Тражукова      | Вероника Иванова   |
| до 65 кг  | Петра Олли           | Элиc Манолова       | Ханна Юханссон     |
| до 65 кг  | Петра Олли           | Элиc Манолова       | Кристина Федорашко |
| до 68 кг  | Анастасия Братчикова | Кумба Ларрок        | Бусе Тосун         |
| до 68 кг  | Анастасия Братчикова | Кумба Ларрок        | Мартина Кюнц       |
| до 72 кг  | Йенни Франссон       | Анастасия Зименкова | Синтия Вескан      |
| до 72 кг  | Йенни Франссон       | Анастасия Зименкова | Александра Ангел   |
| до 76 кг  | Ясемин Адар          | Екатерина Букина    | Василиса Марзалюк  |
| до 76 кг  | Ясемин Адар          | Екатерина Букина    | Сабира Алиева      |

## Медальный зачёт
| Место | Страна      | Золото | Серебро | Бронза | Всего |
| ----- | ----------- | ------ | ------- | ------ | ----- |
| 1     | Россия      | 12     | 7       | 4      | 23    |
| 2     | Турция      | 5      | 0       | 8      | 13    |
| 3     | Азербайджан | 4      | 5       | 9      | 18    |
| 4     | Болгария    | 2      | 1       | 1      | 4     |
| 5     | Армения     | 2      | 0       | 1      | 3     |
| 6     | Беларусь    | 1      | 4       | 5      | 10    |
| 7     | Грузия      | 1      | 3       | 7      | 11    |
| 8     | Румыния     | 1      | 1       | 3      | 5     |
| 9     | Швеция      | 1      | 0       | 2      | 3     |
| 10    | Финляндия   | 1      | 0       | 1      | 2     |
| 11    | Польша      | 0      | 2       | 2      | 4     |
| 12    | Франция     | 0      | 2       | 1      | 3     |
| 12    | Сербия      | 0      | 2       | 1      | 3     |
| 14    | Германия    | 0      | 1       | 1      | 2     |
| 15    | Эстония     | 0      | 1       | 0      | 1     |
| 15    | Норвегия    | 0      | 1       | 0      | 1     |
| 17    | Венгрия     | 0      | 0       | 5      | 5     |
| 18    | Италия      | 0      | 0       | 3      | 3     |
| 19    | Украина     | 0      | 0       | 2      | 2     |
| 19    | Молдова     | 0      | 0       | 2      | 2     |
| 21    | Австрия     | 0      | 0       | 1      | 1     |
| 21    | Греция      | 0      | 0       | 1      | 1     |
| Итого | Итого       | 30     | 30      | 60     | 120   |

### Медальный зачёт по видам борьбы
| Место | Вольная борьба (мужчины) | Вольная борьба (мужчины) | Греко-римская борьба | Греко-римская борьба | Вольная борьба (женщины) | Вольная борьба (женщины) |
| Место | Команда                  | Очки                     | Команда              | Очки                 | Команда                  | Очки                     |
| ----- | ------------------------ | ------------------------ | -------------------- | -------------------- | ------------------------ | ------------------------ |
| 1     | Россия                   | 204                      | Россия               | 169                  | Россия                   | 173                      |
| 2     | Азербайджан              | 160                      | Азербайджан          | 113                  | Беларусь                 | 140                      |
| 3     | Турция                   | 125                      | Грузия               | 112                  | Турция                   | 117                      |
| 4     | Грузия                   | 110                      | Армения              | 97                   | Азербайджан              | 102                      |
| 5     | Беларусь                 | 80                       | Венгрия              | 71                   | Болгария                 | 92                       |
| 6     | Польша                   | 59                       | Турция               | 67                   | Польша                   | 75                       |
| 7     | Украина                  | 51                       | Сербия               | 57                   | Украина                  | 63                       |
| 8     | Франция                  | 38                       | Германия             | 57                   | Швеция                   | 58                       |
| 9     | Германия                 | 36                       | Болгария             | 49                   | Венгрия                  | 47                       |
| 10    | Италия                   | 36                       | Беларусь             | 46                   | Румыния                  | 45                       |

## Страны-участницы
- 3 марта 2018 года UWW-Europe, в которую входят 48 стран, открыл приём заявок на участие на чемпионате[5].
- 13 марта 2018 года стало известно о том, что Сборная Украины не приедет на турнир по политическим причинам[6], по этим же мотивам отказалась от участия и Великобритания[7]. Однако 16 апреля ассоциация борьбы Украины приняла решение об участии сборной на чемпионате[8].

1. Австрия (10);
2. Азербайджан (29);
3. Армения (16);
4. Беларусь (29);
5. Болгария (22);
6. Венгрия (21);
7. Германия (19);
8. Греция (6);
9. Грузия (20);
10. Дания (2);
11. Израиль (7);
12. Испания (8);
13. Италия (8);
14. Латвия (6);
15. Литва (10);
16. Молдова (15);
17. Норвегия (4);
18. Польша (21);
19. Россия (30);
20. Румыния (14);
21. Северная Македония (3);
22. Сербия (9);
23. Словакия (6);
24. Словения (1);
25. Турция (30);
26. Украина (30);
27. Финляндия (8);
28. Франция (11);
29. Хорватия (5);
30. Чехия (8);
31. Швейцария (3);
32. Швеция (14);
33. Эстония (6)[9].

## Выбор места проведения
В середине февраля 2017 года Федерация спортивной борьбы России заявила, что поддержит инициативу Дагестана по проведению Чемпионата Европы, который ранее на территории России проходил лишь дважды — в 1976 году в Ленинграде и в 2006 году в Москве. В мае 2017 года во время Чемпионата Европы в сербском Нови-Саде прошла презентация Каспийска. С 8 по 11 июня 2017 года в Каспийске прошёл чемпионат России по вольной борьбе среди женщин, который планировалось рассматривать ещё и как своего рода подготовку для подачи заявки о проведении в 2018 году турнира в России. 24 августа 2017 года, во время проведения Чемпионата мира, Бюро Объединённого мира борьбы (UWW) на заседании в Париже (Франция) утвердило российский город Каспийск местом проведения Чемпионата Европы по борьбе в 2018 году по трём стилям борьбы. Перед итоговым решением бюро UWW в претендентах на проведение континентального главенства значился румынский Бухарест. Впервые в истории Дагестан примет Чемпионат Европы. В презентации заявки в Париже принял участие Председатель правительства Дагестана Абдусамад Гамидов (Мастер спорта СССР международного класса по борьбе), подтвердивший гарантии организации турнира на самом высоком уровне.

## Организация проведения чемпионата
13 ноября 2017 года ВрИО Президента Дагестана Владимир Васильев возглавил оргкомитет по подготовке к Чемпионату, его заместителями будут президент ФСБР, вице-президент Объединённого мира борьбы Михаил Мамиашвили, ВрИО Премьер-министра Дагестана Абдусамад Гамидов, и замминистра спорта России Сергей Косилов. По словам Абдусалама Гамидова на начало ноября 2017 года полностью утверждёны все планы реконструкции спорткомплекса имени Али Алиева. Здесь побывали представители инспекции Объединённого мира борьбы, которые утвердили эту концепцию. К марту 2018 года все эти преобразования будут завершёны. С 15 ноября до конца декабря 2017 года стартовала компания по набору более 300 волонтёров для участия в организации и проведения ЧЕ-2018, в том числе 40 студентов ДГУ и ДГПУ, владеющих английским и французским языками для работы со спортивными делегациями, представителями Международных федераций и СМИ. В середине января стало известно, что обновлённый зал Дворца спорта имени Али Алиева будет готов уже к 1 марта 2018 года, генеральной репетицией к Чемпионату Европы станет Международный турнир по вольной борьбе «Кубок Каспия» с участием четырёх борцовских держав: России, Ирана, Турции и Азербайджана. Также в середине января 2018 года стартовал отбор 250 волонтёров для работы на Чемпионате Европы. Через несколько дней стало известно, что Дворец Спорта сдадут раньше, уже к 20 февраля. Во Дворце будет увеличена площадь зала для разминки без нарушения архитектуры здания. В конце января 2018 года стало известно, что Президент Объединённого мира борьбы (UWW) Ненад Лалович посетит «Кубок Каспия» по вольной борьбе, который пройдёт 3 марта 2018 года в Каспийске. В конце февраля 2018 года Первый заместитель Председателя Правительства Республики Дагестан Анатолий Карибов заявил, что есть задачи приведения в надлежащий порядок прилегающей к спорткомплексу им. Али Алиева территории, в том числе устранение свалок строительного мусора, а также реконструкция участка дороги, соединяющей федеральную трассу М-29 и санаторий «Каспий». 1 марта 2018 года Ненад Лалович посещая Каспийск, совершая инспекционный визит, заявил, что дворец имени Али Алиева готов принимать чемпионат Европы. Окончательно принято решение, что на чемпионате Европы будет работать 300 волонтеров — это больше, чем было на чемпионате мира в Париже. В середине марта 2018 года Московская область передала Дагестану 10 ковров для подготовки к чемпионату Европы. 20 марта 2018 года в Дагестане запустили флешмоб под названием «Добро пожаловать в республику». Акцию сразу поддержали спортсмены Мурад Гайдаров, Шамиль Кудиямагомедов, Тимур Гайдалов, Ильяс Бекбулатов, Франк Чамисо, Генри Сехудо, тренеры Гайдар Гайдаров и Абдусалам Гадисов, позже к акции присоединились врио главы Дагестана Владимир Васильев, депутат Госдумы Александр Карелин и вице-президент Европейского отделения Объединённого мира борьбы, первый вице-президент Федерации спортивной борьбы России Георгий Брюсов, футбольный клуб «Анжи», а 8 апреля и некоторые игроки и главный тренер ФК «Спартак (Москва)», а 17 апреля и чемпион UFC — Хабиб Нурмагомедов . Продажа билетов начнется в начале апреля 2018 года, ценовая политика на билеты разная, в зависимости от стилей борьбы и времени спортивной программы (дневная, вечерняя). До 500 рублей будут стоить билеты на женскую, греко-римскую борьбу, на вольную борьбу — от 500 до 1500 рублей. 22 марта оргкомитет чемпионата объявил о том, что Дагестанский орел выбран талисманом чемпионата, объяснив, что выбор в пользу орла сделан, поскольку птица является олицетворением национального характера дагестанцев — достоинства, миролюбия, открытости и гостеприимства. В конце марта 2018 года в Дагестанских гостиницах, туристических базах и санаториях стартовали обучающие тренинги по приему гостей. 5 апреля 2018 года были подготовлены медали, которые будут квадратной формы и выполнены в соответствии с символикой чемпионата Европы. В диаметре медаль — 7 см, толщина — 7 мм. Также в этот день в Махачкале на стадионе им. Е. Исинбаевой прошёл флешмоб, посвященный чемпионату Европы. В шоу-программе на церемонии открытия Чемпионата, будет задействовано около 300 человек. Перед зрителями выступят хореографические и театральные коллективы. Концепцию программы составили московские режиссёры Владлен Фитенко и Алексей Антосик из компании «СоюзАрт». В апреле 2018 года в преддверии чемпионата Европы каждые выходные проходят субботники в окрестностях Дворца спорта. Также на время чемпионата будет усилена работа всех служб махачкалинского аэропорта Уйташ, связанных с обслуживанием пассажиров. Ожидается, что в период чемпионата через аэропорт Махачкалы прибудут более 3 тысяч участников и гостей соревнований, в том числе и из-за рубежа. Пропускная способность аэропорта на внутренних рейсах составляет 200 пассажиров в час, а на международных — 60 пассажиров в час. Мероприятия по безопасности турнира будут обеспечивать 700 сотрудников полиции и 400 бойцов Росгвардии. Решено также привлечь для обеспечения безопасности сотрудников частных охранных предприятий. На время проведения соревнований будет введен усиленный режим несения службы. 6 мая 2018 года на пресс-конференции Ненад Лалович сказал, что чемпионат прошел на очень высоком уровне, это касается вопросов организации, транспортной логистики, судейства, борьбы с допингом и остальных аспектов. После окончания турнира флаг чемпионата Европы в рамках церемонии закрытия передали следующему организатору чемпионата — Румынии.

## Спортивные сооружения
Чемпионат Европы пройдет в 5-тысячном Дворце Спорта имени пятикратного чемпиона мира Али Алиева, открытом в 2011 году. Крупнейший спорткомплекс на Северном Кавказе уже принимал Кубок мира по вольной борьбе в 2011 году, а также стал постоянным местом проведения Международного турнира имени Али Алиева. Общая площадь современного многофункционального спортивного комплекса составляет 17 тысяч квадратных метров. Вместимость сооружения — 5,5 тыс. посадочных мест с возможностью расширения до шести тысяч. В конце ноября 2017 года стало известно, что спорткомплекс меняется под стандарты UWW. Возведётся за счёт расширения комплекса разминочный зал, также ведутся переговоры с фирмами, занимающимися установкой системы контроля доступа. Помимо этого ведутся строительные работы в санатории «Каспий», чтобы для спортсменов и тренеров на должном уровне создать условия проживания и тренировочного процесса. В начале января 2018 года заместитель министра по физической культуре и спорту Дагестана Гайдарбек Гайдарбеков заявил, что инфраструктура города Каспийска и спорткомплекс имени Али Алиева будут готовы к концу февраля 2018 года для проведения турнира. 23 марта 2018 года министр по физической культуре и спорту республики Дагестан Магомед Магомедов заявил, что подготовка к чемпионату идёт даже на опережение тех сроков, которые у нас есть, 1 апреля планируется сдать зал Дворца спорта, а 15 апреля — срок полной боевой готовности всей арены.

## Инфраструктура
Размещением приезжих делегаций займутся гостиницы и санатории Махачкалы, а также пансионат «Каспий», который расположен в посёлке Манас, что в 30 километрах от Каспийска. В пансионате можно разместить всех участников соревнований вместе с тренерами, а это около 700 мест, делегаты международной федерации, международной федерации — Европы, судьей готова принять гостиница «Метрополь» — 100 мест, почётных гостей гостиница «Адмирал» — 60 человек, также почётных гостей и представителей СМИ примет гостиница «Джами» — 100 мест, гостиница «Гранд-Отель» — руководство UWW, UWW — Европа, гостиница «Тысяча и одна ночь» — почётные гости — 100 мест, большинство из которых которые расположены в 5-10 минутах езды от Дворца Спорта. Всего же всех участников и гостей Чемпионата Европы разместят в 33 гостиницах Махачкалы и Каспийска. К 15 апреля планируется завершить ремонт автодороги соединяющий федеральную трассу М-29 и санаторий «Каспий». Также ведётся подготовка парковочной площадки между стадионом «Анжи-Арена» и Дворцом спорта. К середине апреля 2018 года завершится строительство дополнительной стоянки более чем на 1 тыс. автомашин. За три недели до начала чемпионата в Махачкале начаты работы по устранению ямочности на дорогах. К 18 апреля 2018 года санаторий «Каспий» был полностью готов к размещению участников соревнований и гостей республики. На территории санатория также будет усилена подача высокосортного интернета и мобильной связи. Также уложен новый асфальт к санаторию и проведено полное освещение, высажены зеленые насаждения. В Каспийске будет введено временного ограничения движения по некоторым улицам в период проведения соревнований. Впервые в истории впервые чемпионатов Европы на базе санатория «Каспий» будет организован формат «спортивной деревни», для борцов будет организовано не только проживание и питание, но и тренировочный зал, а также будут проходить процедуры медицинского освидетельствования, взвешивания, жеребьевки борцов, технические совещания с представителями команд.

## Расписание соревнований
| Q | Квалификация | R | Утешительные схватки | S | Полуфиналы | F | Финалы |

| Вольная борьба (мужчины)    |   |   |   |   |   |   |   |   |   |   |   |   |   |   |
| весовая категория до 57 кг  |   |   |   |   |   |   |   |   | Q | S | R | F |   |   |
| весовая категория до 61 кг  |   |   |   |   |   |   |   |   |   |   | Q | S | R | F |
| весовая категория до 65 кг  |   |   |   |   |   |   |   |   | Q | S | R | F |   |   |
| весовая категория до 70 кг  |   |   |   |   |   |   |   |   | Q | S | R | F |   |   |
| весовая категория до 74 кг  |   |   |   |   |   |   |   |   |   |   | Q | S | R | F |
| весовая категория до 79 кг  |   |   |   |   |   |   |   |   | Q | S | R | F |   |   |
| весовая категория до 86 кг  |   |   |   |   |   |   |   |   |   |   | Q | S | R | F |
| весовая категория до 92 кг  |   |   |   |   |   |   |   |   |   |   | Q | S | R | F |
| весовая категория до 97 кг  |   |   |   |   |   |   |   |   | Q | S | R | F |   |   |
| весовая категория до 125 кг |   |   |   |   |   |   |   |   |   |   | Q | S | R | F |
| Греко-римская борьба        |   |   |   |   |   |   |   |   |   |   |   |   |   |   |
| весовая категория до 55 кг  | Q | S | R | F |   |   |   |   |   |   |   |   |   |   |
| весовая категория до 60 кг  |   |   | Q | S | R | F |   |   |   |   |   |   |   |   |
| весовая категория до 63 кг  | Q | S | R | F |   |   |   |   |   |   |   |   |   |   |
| весовая категория до 67 кг  |   |   | Q | S | R | F |   |   |   |   |   |   |   |   |
| весовая категория до 72 кг  |   |   | Q | S | R | F |   |   |   |   |   |   |   |   |
| весовая категория до 77 кг  | Q | S | R | F |   |   |   |   |   |   |   |   |   |   |
| весовая категория до 82 кг  |   |   | Q | S | R | F |   |   |   |   |   |   |   |   |
| весовая категория до 87 кг  | Q | S | R | F |   |   |   |   |   |   |   |   |   |   |
| весовая категория до 97 кг  |   |   | Q | S | R | F |   |   |   |   |   |   |   |   |
| весовая категория до 130 кг | Q | S | R | F |   |   |   |   |   |   |   |   |   |   |
| Вольная борьба (женщины)    |   |   |   |   |   |   |   |   |   |   |   |   |   |   |
| весовая категория до 50 кг  |   |   |   |   | Q | S | R | F |   |   |   |   |   |   |
| весовая категория до 53 кг  |   |   |   |   |   |   | Q | S | R | F |   |   |   |   |
| весовая категория до 55 кг  |   |   |   |   | Q | S | R | F |   |   |   |   |   |   |
| весовая категория до 57 кг  |   |   |   |   |   |   | Q | S | R | F |   |   |   |   |
| весовая категория до 59 кг  |   |   |   |   | Q | S | R | F |   |   |   |   |   |   |
| весовая категория до 62 кг  |   |   |   |   |   |   | Q | S | R | F |   |   |   |   |
| весовая категория до 65 кг  |   |   |   |   |   |   | Q | S | R | F |   |   |   |   |
| весовая категория до 68 кг  |   |   |   |   | Q | S | R | F |   |   |   |   |   |   |
| весовая категория до 72 кг  |   |   |   |   |   |   | Q | S | R | F |   |   |   |   |
| весовая категория до 76 кг  |   |   |   |   | Q | S | R | F |   |   |   |   |   |   |